# Château de Gargilesse-Dampierre
Le château de Gargilesse-Dampierre est situé à Gargilesse-Dampierre, dans le département de l'Indre, en France.

## Description
De l'ancienne demeure féodale, il ne subsiste que la poterne et des contreforts. La tour carrée, également conservée lors de la reconstruction, date du XVIIe siècle et était à l'origine, le tombeau des seigneurs de Gargilesse.
Le château de Gargilesse-Dampierre dont l'accès se fait par l'ancienne porte du XIIIe siècle encadrée par deux tours. Le corps de logis date des XVIe et XVIIIe siècles. Le château a subi au XVIIe siècle un siège par un détachement des armées de Turenne à la suite duquel il fut brûlé et pillé. Reconstruit au XVIIIe siècle et transformé au XIXe siècle, le château offre depuis l'image d'un corps de logis implanté en retrait des terrasses de l'ancien château fort, s'appuyant sur le chevet de l'église et l'ancienne poterne fortifiée. L'édifice fut reconstruit à partir des maçonneries anciennes (tours médiévales, porte d'entrée à bossages, fenêtres à encadrement de briques).

## Historique
L'histoire du château débute au VIIIe siècle, les Cuens ou comtes de Gargilesse y ont édifié un puissant château fort et ont guerroyé sans relâche pour défendre leur fief. 
Au XIIe siècle, Hugues de Naillac, devient seigneur de Gargilesse par son mariage. Hugues de Naillac construit la chapelle romane attenante au château, aujourd'hui église du village. 
Au début du XVIIe siècle, Charlotte de Rochefort vend le château à René du Bost du Breuil, gentilhomme de petite noblesse. 
En 1750, l'épouse de Louis Charles du Bost du Breuil, Olympe de Chevigny, fit construire sur les ruines un château neuf. C'est le manoir de style XVIIIe siècle qui se visite aujourd'hui.
Le château est classé partiellement par arrêté du 3 décembre 1942 et inscrit partiellement par arrêté du 17 septembre 1986 au titre des monuments historiques.
Le château est racheté par le commissaire européen Thierry Breton en 2023.